# Soldateska

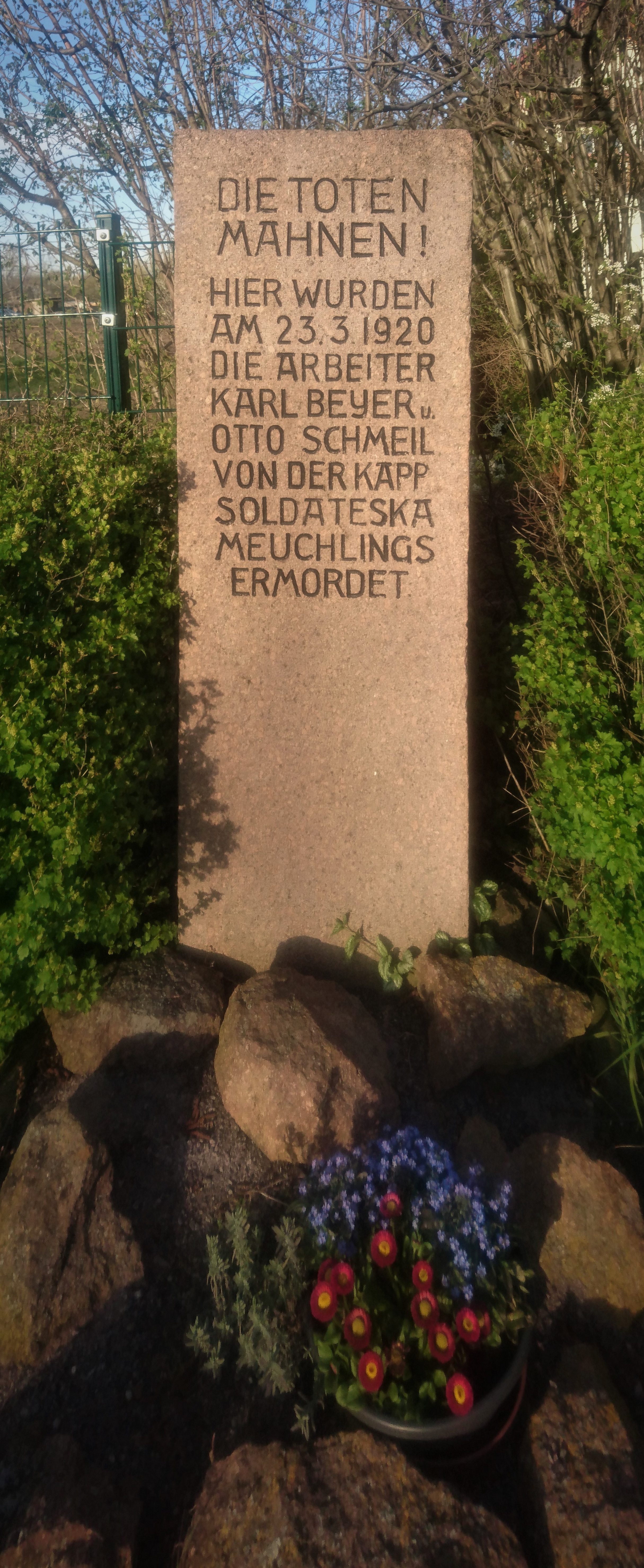
„Soldateska“ als Bezeichnung für die Kapp-Putschisten

Der Begriff Soldateska stammt aus dem Italienischen (soldatesca) und bedeutet „zügelloser Soldatenhaufen“ bzw. „rohes Kriegsvolk“.
Obwohl es schon seit dem Mittelalter bekannt und gebräuchlich war, ist das Wort erst über die Schilderungen von Hans Jakob Christoffel von Grimmelshausen und die Beschreibung des Dreißigjährigen Krieges durch Friedrich Schiller und andere zu einem negativen Schlagwort geworden. Die Söldnerheere brachten nicht die heute für Armeen bekannte – oder wenigstens geforderte – Disziplin auf. Vor allem wegen der mangelnden Versorgung der Truppen kam es oft zu Plünderungen und Kommissionsforderungen an Städte. Auch Foltermethoden, wie der Schwedentrunk, wurden angewandt, etwa um an versteckte Vorräte der Bauern zu kommen. Marodeure, die meist durch Verletzung oder Krankheit nicht mehr in der Lage waren, zu kämpfen, fanden in Plünderungen oft ihr einziges Auskommen. Sie sind eine Begleiterscheinung der Soldateska. Solche Eigenschaften und Erscheinungen fanden und finden sich auch in späteren Jahrhunderten. Der Begriff wurde hauptsächlich geprägt, um die jüngeren Soldatenheere (stehenden Heere) von den Söldnerheeren abzugrenzen.
Soldateska wird auch in der Moderne noch verwendet, für sich undiszipliniert verhaltende militärische Einheiten, die sich im Kriegseinsatz befinden.
So bezieht sich Kurt Tucholsky in seiner Rezension zu Julius Gumbels Buch „Zwei Jahre Mord“ (der Jahre 1918 bis 1920) mit dem Begriff Soldateska auf die Willkürakte des Freikorps nach dem Ersten Weltkrieg und der Schwarzen Reichswehr ("Ein kleines Heer unbefriedigter, verärgerter, deklassierter und menschlich degradierter Männer war nach Hause zurückgekehrt und wußte nicht, was beginnen").
Im Unterschied zu den Handlungsweisen der Soldateska früherer Jahrhunderte gilt außer dem Kriegsrecht auch das Völkerrecht.